# Mesochorus tachinae
Mesochorus tachinae är en stekelart som beskrevs av William Harris Ashmead 1898. Mesochorus tachinae ingår i släktet Mesochorus och familjen brokparasitsteklar. Inga underarter finns listade i Catalogue of Life.